# Aulacaspis sassafris
Aulacaspis sassafris är en insektsart som beskrevs av Chen, Wu och Su 1980. Aulacaspis sassafris ingår i släktet Aulacaspis och familjen pansarsköldlöss. Inga underarter finns listade i Catalogue of Life.